# Брезолупи
Брезолупи — село в окрузі Бановці-над-Бебравою Банськобистрицького краю Словаччини. Станом на грудень 2015 року в селі проживало 485 людей.

## Географія
Протікають річка Гидіна і Мєзговський потік..

## Населення
| Рік:            | 1994. | 2004.    | 2014.   | 2024.   |
| --------------- | ----- | -------- | ------- | ------- |
| Кількість осіб: | 410   | 476      | 494     | 521     |
| Різниця:        |       | +16,09 % | +3,78 % | +5,46 % |

| Рік:            | 2023. | 2024.   |
| --------------- | ----- | ------- |
| Кількість осіб: | 506   | 521     |
| Різниця:        |       | +2,96 % |